# 640 Brambilla
640 Brambilla је астероид главног астероидног појаса са пречником од приближно 80,79 .
Афел астероида је на удаљености од 3,412 астрономских јединица (АЈ) од Сунца, а перихел на 2,900 АЈ.
Ексцентрицитет орбите износи 0,081, инклинација (нагиб) орбите у односу на раван еклиптике 13,374 степени, а орбитални период износи 2048,476 дана (5,608 година).
Апсолутна магнитуда астероида је 8,99 а геометријски албедо 0,068.
Астероид је откривен 29. августа 1907. године.